# Coracias naevius
La carraca coroniparda (Coracias naevius) es una especie de ave coraciforme de la familia Coraciidae que vive en el África Subsahariana. 

## Descripción

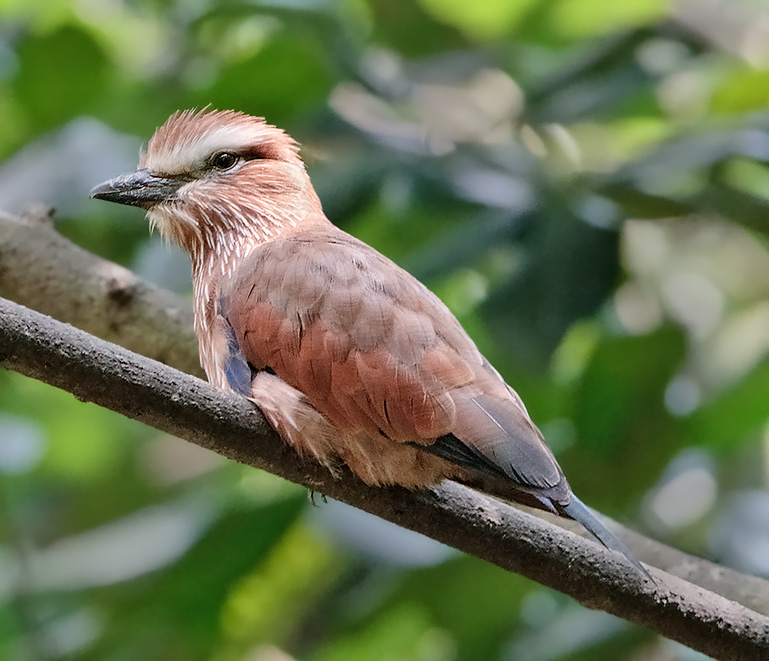

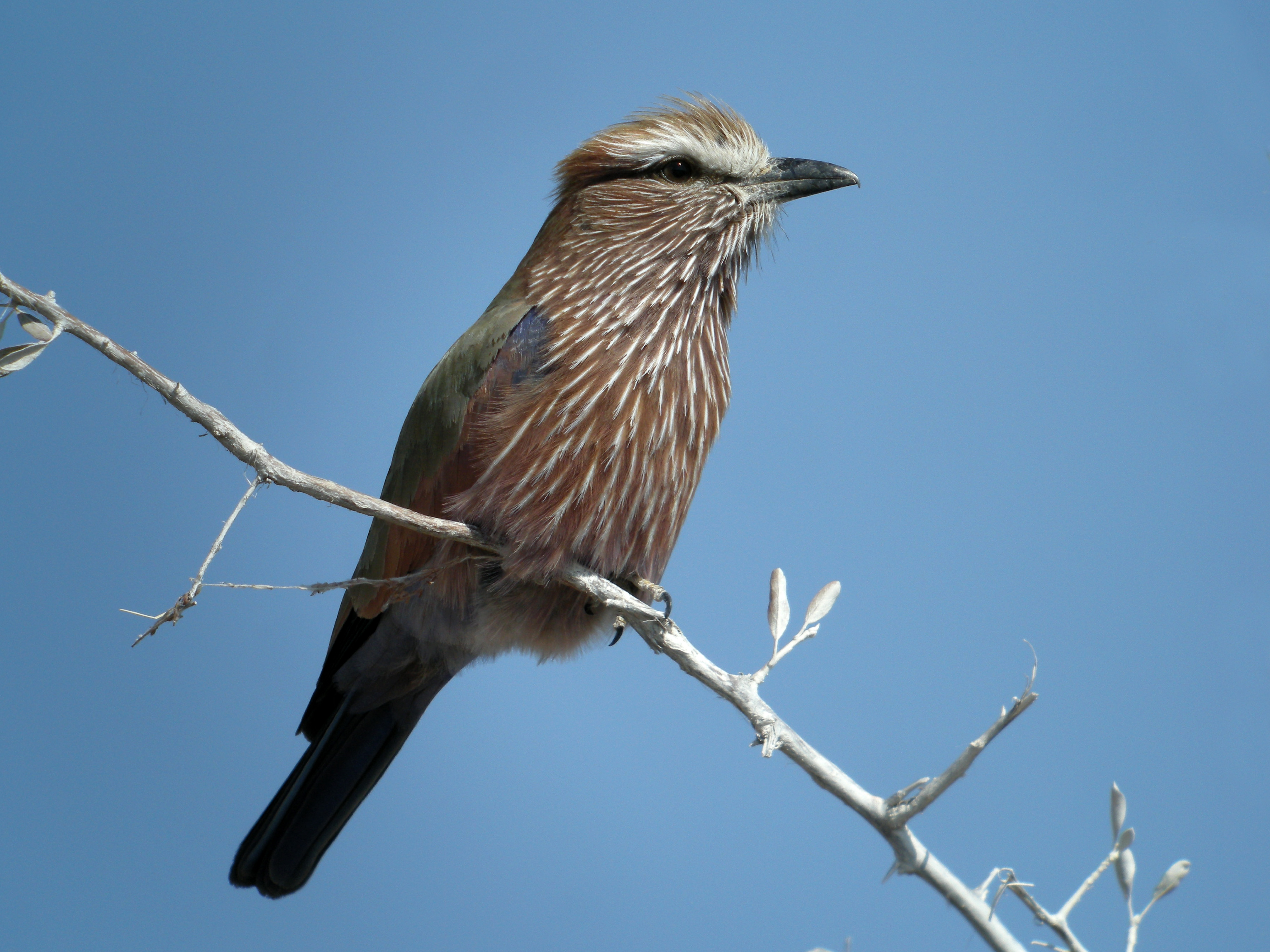
Ejemplar en Namibia

La carraca coroniparda mide entre 33 y 38 cm de largo. Comparada con las demás carracas es un ave de colores bastante apagados. Su espalda es de color verde oliváceo claro, mientras que sus partes inferiores y cuello son de color rosado violáceo o parduzco densamente veteadas en blanco. Tiene un pequeño penacho que varía en coloración del castaño en las poblaciones norteñas al verde oliváceo en las del sur. Sus alas cuando están plegadas muestran sus coberteras de tonos parduzcos claros pero al desplegarlas muestra sus primarias y secundarias exteriores azules oscuras con tonos morados, como su cola. Presenta anchas listas superciliares blancas y su pico es negro.

## Comportamiento
Sus hábitats naturales son las sabanas y las estepas secas con espinos, donde pasa largos periodos posado, esperada a que sus presas pasen por el suelo. Se alimenta principalmente de insectos, arañas, escorpiones, lagartijas, incluso de los polluelos de otras aves.
Esta especie parece criar de forma oportunista, posiblemente vinculado a las lluvias, ya que su época de cría varía sustancialmente de lugar en lugar. Anida en los huecos de los árboles tanto naturales como los hechos por los pájaros carpinteros. Suelen poner tres huevos blancos. Los dos miembros de la pareja se encargan de alimentar a los polluelos.